# 圣多米纳克
圣多米纳克（法語：Saint-Domineuc，法語發音：[sɛ̃ dɔminøk]）是法国伊勒-维莱讷省的一个市镇，位于该省西北部，属于圣马洛区。

## 地理
圣多米纳克（48°22'27"N, 1°52'34"W）面积15.7 平方千米，位于法国布列塔尼大區伊勒-维莱讷省，该省份为法国西北部沿海省份，位于布列塔尼半岛东部，北濒大西洋，西接阿摩尔滨海省和莫尔比昂省，南至大西洋卢瓦尔省，西南端接曼恩-卢瓦尔省，东临马耶讷省，东北与芒什省接壤。
与圣多米纳克接壤的市镇（或旧市镇、城区）包括：普勒格讷克、拉沙佩勒奥菲尔特兹梅昂、凯布里亚克、坦泰尼亚克、特雷韦里安、特里梅。

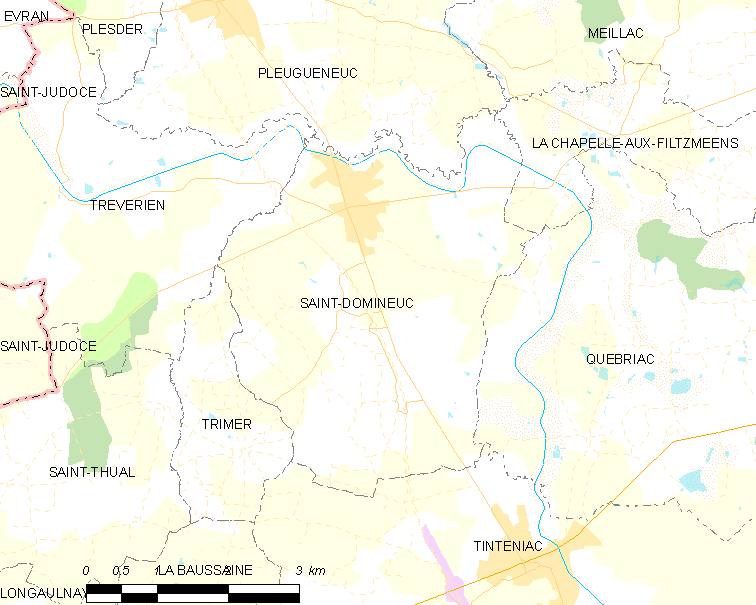
圣多米纳克的OSM定位图

圣多米纳克的时区为UTC+01:00、UTC+02:00（夏令时）。

## 行政
圣多米纳克的邮政编码为35190，INSEE市镇编码为35265。

## 政治
圣多米纳克所属的省级选区为孔堡县。

## 人口

1962-2008年间圣多米纳克人口变化图示

圣多米纳克于2022年1月1日时的人口数量为2587人。